# 佐藤泰正
佐藤 泰正（さとう やすまさ、1917年11月26日 - 2015年11月30日）は、山口県出身の日本近代文学研究者・文芸評論家。学位は、文学博士（早稲田大学）。元梅光学院大学学長。

## 人物
山口県生まれ。1934年（昭和9年）に山口県立豊浦中学校4年修了、第一早稲田高等学院を経て、1940年（昭和15年）に早稲田大学文学部卒業。早稲田大学より文学博士の学位を取得。
梅光女学院大学教授、副学長、学長を歴任。磯田光一を専任教員に迎えて大学院の設置に尽力し、詩人の北川透を客員教授に迎えるなどして、西日本における日本近代文学研究の拠点を作り、学長に就任した1972年から梅光女学院大学公開講座を行い、毎年論集を刊行した。2001年改組により梅光学院大学教授。中原中也賞選考委員を第16回まで務める。「佐藤泰正著作集」（1994-2003、翰林書房）全12巻がある。
2015年11月30日、老衰と心臓疾患で死去、98歳没。
2016年1月23日、梅光学院大学主催の「お別れの会」が開かれた。2017年7月1日・2日、第1回佐藤泰正文化塾〈浅野洋先生招聘講座〉が開催された（於：下関勤労会館）。

## 著書
- 『蕪村と近代詩』梅光女学院 1962年
- 『近代日本文学とキリスト教・試論』基督教学徒兄弟団 1963年
- 『文学と宗教の間』国際日本研究所 1968年
- 『日本近代詩とキリスト教』新教出版社 1968年
- 『文学その内なる神 日本近代文学一面』桜楓社 1974年
- 『近代文学遠望』国文社 1978年
- 『夏目漱石論』筑摩書房 1986年
- 『佐藤泰正著作集』全12巻別巻1 翰林書房 1994-2003年
- 『中原中也という場所』思潮社 2008年
- 『文学講義録 これが漱石だ。』櫻の森通信社 2010年
- 『文学の力とは何か』翰林書房 2015年

### 編著・共著
- 『読書の心理』榊原清共著 日本文化科学社（教育心理新書）1953年
- 『大正の文学 研究と鑑賞』山本捨三、重松泰雄共編 桜楓社 1975年
- 『文学における笑い』編 笠間書院（笠間選書）1977年
- 『文学における故郷』編 笠間書院（笠間選書）1978年
- 『文学における夢』編 笠間書院（笠間選書）1978年
- 『日本人の表現』編 笠間書院（笠間選書）1978年
- 『文学における宗教』編 笠間書院（笠間選書）1979年
- 『文学における時間』編 笠間書院（笠間選書）1979年
- 『近代日本文学の軌跡』編 聖文舎 1980年
- 『文学における風俗』編 笠間書院（笠間選書）1980年
- 『文学における自然』編 笠間書院（笠間選書）1980年
- 『文学における空間』編 笠間書院（笠間選書）1981年
- 『方法としての詩歌』編 笠間書院（笠間選書）1981年
- 『語りとは何か』編 笠間書院（笠間選書）1982年
- 『ことばの諸相』編 笠間書院（笠間選書）1982年
- 『文学における父と子』編 笠間書院（笠間選書）1983年
- 『文学における海』編 笠間書院（笠間選書）1983年
- 『文学における身体』編 笠間書院（笠間選書）1984年
- 『文学における母と子』編 笠間書院（笠間選書）1984年
- 『日記と文学』編 笠間書院（笠間選書）1985年
- 『中原中也の詩の世界』大岡昇平共編 教文館 1985年
- 『文学における旅』編 笠間書院（笠間選書）1985年
- 『事実と虚構』編 笠間書院（笠間選書）1986年
- 『文学における子ども』編 笠間書院（笠間選書）1986年
- 『漱石的主題』吉本隆明との対談 春秋社 1986年
- 『文学における家族』編 笠間書院（笠間選書）1987年
- 『文学における都市』編 笠間書院（笠間選書）1988年
- 『方法としての戯曲』編 笠間書院（笠間選書）1988年
- 『文学における風土』編 笠間書院（笠間選書）1989年
- 『「源氏物語」を読む』編 笠間書院（笠間選書）1989年
- 『宮沢賢治必携』編 学燈社 1989年
- 『文学における二十代』編 笠間書院（笠間選書）1990年
- 『文体とは何か』編 笠間書院（笠間選書）1990年
- 『文学における手紙』編 笠間書院（笠間選書）1991年
- 『フェミニズムあるいはフェミニズム以後』編 笠間書院（笠間選書）1991年
- 『文学における老い』編 笠間書院（笠間選書）1991年
- 『人生の同伴者』遠藤周作共著 春秋社 1991年 のち新潮文庫、講談社文芸文庫
- 『文学における狂気』編 笠間書院（笠間選書）1992年
- 『文学における変身』編 笠間書院（笠間選書）1992年
- 『漱石・芥川・太宰』佐古純一郎共著 朝文社 1992年
- 『「シェイクスピア」を読む』編 笠間書院（笠間選書）1993年
- 『文学における仮面』編 笠間書院（笠間選書）1994年
- 『表現のなかの女性像』編 笠間書院（笠間選書）1994年
- 『ドストエフスキーを読む』編 笠間書院（笠間選書）1995年
- 『文学における道化』編 笠間書院（笠間選書）1995年
- 『文学における死生観』編 笠間書院（笠間選書）1996年
- 『文学における悪』編 笠間書院（笠間選書）1996年
- 『「こころ」から「ことば」へ「ことば」から「こころ」へ』笠間書院 1997年
- 『異文化との遭遇』編 笠間書院（笠間ライブラリー）1997年
- 『文学における表層と深層』 笠間書院（笠間ライブラリー）1998年
- 『癒しとしての文学』笠間書院（笠間ライブラリー）1998年
- 『透谷と現代 21世紀へのアプローチ』桶谷秀昭、平岡敏夫共編 翰林書房 1998年
- 『太宰治を読む』笠間書院（笠間ライブラリー）1999年
- 『文学における性と家族』笠間書院（笠間ライブラリー）1999年
- 『鴎外を読む』笠間書院（笠間ライブラリー）2000年
- 『文学における迷宮』笠間書院（笠間ライブラリー）2000年
- 『戦争と文学』笠間書院（笠間ライブラリー）2001年
- 『漱石を読む』笠間書院（笠間ライブラリー）2001年
- 『宮澤賢治を読む』笠間書院（笠間ライブラリー）2002年
- 『芥川龍之介を読む』笠間書院（笠間ライブラリー）2003年
- 『遠藤周作を読む』笠間書院（笠間ライブラリー）2004年
- 『俳諧から俳句へ』笠間書院（笠間ライブラリー）2005年
- 『中原中也を読む』 笠間書院（笠間ライブラリー）2006年
- 『戦後文学を読む』笠間書院（笠間ライブラリー）2007年
- 『文学海を渡る』笠間書院（笠間ライブラリー）2008年
- 『松本清張を読む』編 笠間書院 笠間ライブラリー 梅光学院大学公開講座論集 2009年
- 『三島由紀夫を読む』編 笠間書院 笠間ライブラリー 梅光学院大学公開講座論集 2011年
- 『時代を問う文学』編 笠間書院 笠間ライブラリー 梅光学院大学公開講座論集 2012年
- 『文学は〈人間学〉だ。』山城むつみ共著 笠間書院 2013年
- 『女流文学の潮流』編 笠間書院 笠間ライブラリー 梅光学院大学公開講座論集 2013年
- 『文学の力 時代と向き合う作家たち』編 笠間書院 笠間ライブラリー 梅光学院大学公開講座論集 2014年
- 『宮沢賢治の切り拓いた世界は何か』編 笠間書院 笠間ライブラリー 梅光学院大学公開講座論集 2015年
- 『漱石における〈文学の力〉とは』編 笠間書院 笠間ライブラリー 梅光学院大学公開講座論集 2016年